# Paco de Lucía
Francisco Gustavo Sánchez Goméz (21 tháng 12 năm 1947 – 25 tháng 2 năm 2014), được biết với tên nghệ sĩ là Paco de Lucía, là một nhà sáng tác nhạc flamenco người Tây Ban Nha, và chơi đàn guitar. Ông là người đứng đầu trong loại nhạc Flamenco kiểu mới. Nhờ có ông, nhạc flamenco được ưa chuộng và công nhận khắp nước Tây Ban Nha và nhiều quốc gia trên thế giới. Cùng với 5 giải Grammy Latin, Paco de Lucía là một trong những người chơi nhạc guitar flamenco thành công trong việc pha trộn giữa nhiều loại nhạc khác nhau và tiêu biểu trong đó có jazz.
Richard Chapman và Eric Clapton, 2 tác giả của Guitar: Music, History, Players, mô tả Paco de Lucía là "nhân vật đứng đầu trong thế giới guitar flamenco ", và Dennis Koster, tác giả của Guitar Atlas, Flamenco, xếp Paco de Lucía vào "những tay chơi đàn guitar vĩ đại nhất trong lịch sử"."

## Danh sách album
- 1965: Dos guitarras flamencas en stereo
- 1965: 12 canciones de Garcia Lorca para guitarra
- 1965: 12 exitos para 2 guitarras flamencas
- 1967: La fabulosa guitarra de Paco de Lucia
- 1967: Canciones andaluzas para 2 guitarras
- 1967: Dos guitarras flamencas en America Latina
- 1969: Fantasia flamenca de Paco de Lucia
- 1969: 12 Hits para 2 guitarras flamencas y orquesta de cuerda
- 1969: En Hispanoamerica
- 1971: El mundo del flamenco
- 1971: Recital de guitarra
- 1972: El duende flamenco de Paco de Lucia
- 1973: Fuente y caudal
- 1975: En vivo desde el Teatro Real
- 1976: Almoraima
- 1978: Interpreta a Manuel de Falla
- 1981: Castro Marin
- 1981: Solo quiero caminar
- 1981: Friday Night in San Francisco
- 1983: Passion Grace & Fire
- 1984: Live... One Summer Night
- 1987: Siroco
- 1991: Zyryab
- 1991: Concierto de Aranjuez
- 1993: Live in America
- 1996: The Guitar Trio
- 1998: Luzia
- 2003: Por Descubrir
- 2004: Cositas Buenas
- 2011: En Vivo Conciertos Espana 2010
- 2014: Cancion Andaluza